# Josef Koubek
Josef Koubek (* 14. května 1947) je český chemik a bývalý rektor VŠCHT v letech 1996–2001 a 2008–2011. Studoval na Střední průmyslové škole chemické v Ústí nad Labem. Docenturu získal v roce 1995, doktorát v roce 1975 a absolvoval VŠCHT v roce 1971. Jeho zaměřením je technologie organické chemie, adsorpce a katalýza.
Překládá také odbornou literaturu z němčiny.

## Ocenění
- Čestná medaile k 650. výročí založení University Karlovy (1998)
- Titul: FEng.,: Fellow of Engineering, Inženýrská akademie České republiky
- Medaile Emila Votočka (2012)